# Klavs Hovman

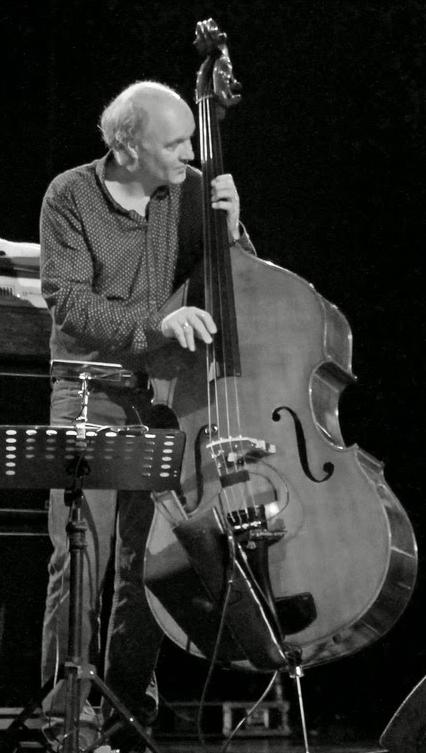
Klavs Hovman auf dem Jazzfestival St. Ingbert

Klavs Hovman (* 27. Oktober 1957 in Århus) ist ein dänischer Jazzmusiker (E-Bass, Kontrabass, Komposition).
Hovman arbeitete seit 1979 mit der Sängerin Etta Cameron sowie mit Pierre Dørge und Jens Søndergaard. Mit Peter Kowald, Jeanne Lee und seiner Lebenspartnerin Marilyn Mazur tourte er 1989 im Quartett Principal Life durch Deutschland. Seit demselben Jahr gehörte er zu Marilyn Mazurs Band Future Song, mit der er mehrere Alben einspielte; aktuell ist er Mitglied in ihrem Quartett mit Fredrik Lundin und Krister Jonsson. Seit 2005 gehört er (wie auch Mazur) zum Trio der Pianistin Makiko Hirabayashi, mit der er drei Alben aufnahm und in Europa und Japan tourte. Ferner arbeitete er mit Ernie Wilkins Almost Big Band, Toots Thielemans, Lee Konitz,  John Abercrombie und Svend Asmussen.
Hovman lehrt am Rytmisk Musikkonservatorium und ist auch auf Alben von Etta Cameron, Savage Rose, Putte Wickman, Pierre Dørge, Harry Beckett, Helle Hesdorf, Thomas Agergaard und Horace Parlan zu hören.